# Dmitrij Koczniew
Dmitrij Wiktorowicz Koczniew, ros. Дмитрий Викторович Кочнев (ur. 1964 w Moskwie) – rosyjski generał armii, dyrektor Federalnej Służby Ochrony Federacji Rosyjskiej.

## Życiorys
Posiada wykształcenie wyższe specjalistyczne. W latach 1982–1984 pełnił służbę wojskową w Siłach Zbrojnych ZSRR, następnie do 2002 – w organach ścigania ZSRR i Federacji Rosyjskiej. 
W strukturach FSO FR od 2002. Do 2015 zastępca dyrektora FSO – kierownik Służby Bezpieczeństwa Prezydenta Federacji Rosyjskiej FSO Rosji. Dekretem Prezydenta Federacji Rosyjskiej nr 256 z 26 maja 2016 został wyznaczony dyrektorem FSO. W 2016 został awansowany do stopnia generała majora, w 2020 – generała armii. 
Posiada nagrody i odznaczenia państwowe i resortowe.
Żonaty.